# Liste des lacs au Soudan du Sud
La Liste des lacs au Soudan du Sud répertorie la liste non exhaustive des lacs sur le territoire sud-soudanais.

## Lacs notoires et catégories de lacs présents dans le pays
Il existe au soudan du sud plusieurs lacs, les lacs yirol et nyubor sont des lacs qui font partie des richesses hydriques de ce pays, une trentaine de fleuves et rivières.